# Zakaria Diallo
Zakaria Diallo (sinh ngày 11 tháng 8 năm 1986) là một cầu thủ bóng đá người Pháp-Sénégal thi đấu ở vị trí trung vệ cho Le Havre.

## Sự nghiệp câu lạc bộ

### Le Havre and Beauvais
Diallo bắt đầu chơi bóng cho đội dự bị của Le Havre ở Championnat de France amateur, giải đấu cấp thứ 4 của bóng đá Pháp. Chỉ sau nửa năm thi đấu, anh chuyển sang đội bóng ở Championnat National AS Beauvais Oise theo dạng chuyển nhượng tự do. Tại Beauvais, Diallo đã chơi 22 trận và ghi một bàn trong mùa giải Championnat National 2009–10.

### Charleroi
Đầu mùa giải 2010–11, Diallo gia nhập đội bóng ở Belgian Pro League Sporting Charleroi. Mùa giải 2010–11 đánh dấu năm đầu tiên của Diallo thi đấu ở giải vô địch quốc gia. Anh có 6 lần ra sân, và thêm 5 lần ra sân từ ghế dự bị. Cuối mùa giải, Charleroi về đích thứ 16 và xuống hạng Belgian Second Division.

### Dijon
Vào tháng 7 năm 2011, Diallo chuyển đến Dijon FCO theo dạng chuyển nhượng tự do thi đấu mùa giải Ligue 1 2011–12.

### Ajaccio
Vào tháng 6 năm 2015, Diallo ký hợp đồng với AC Ajaccio từ Dijon.

### Brest
Năm 2016, Diallo gia nhập Stade Brestois 29 sau một năm ở Ajaccio.

### Montreal Impact
Vào tháng 1 năm 2018, Zakaria Diallo ký hợp đồng hai năm với Montreal Impact.

### Lens
Vào ngày 14 tháng 8 năm 2019, Diallo chuyển đến câu lạc bộ Pháp RC Lens với một khoản phí được báo cáo là 150.000 đô la Mỹ.

### Al-Shabab
Vào ngày 16 tháng 8 năm 2021, Diallo chuyển đến câu lạc bộ Kuwait Al-Shabab for one season. He left the club in January 2022.

### NorthEast United
Vào ngày 13 tháng 1 năm 2022, Diallo gia nhập đội bóng Indian Super League NorthEast United.

### Trở lại Le Havre
Vào ngày 26 tháng 7 năm 2022, Diallo trở lại Le Havre với bản hợp đồng có thời hạn 1 năm.

## Thống kê sự nghiệp
Tính đến 25 tháng 2 năm 2022
| Câu lạc bộ         | Mùa giải           | Giải vô địch        | Giải vô địch | Giải vô địch | Cúp quốc gia | Cúp quốc gia | Cúp giải vô địch | Cúp giải vô địch | Khác    | Khác      | Tổng    | Tổng      |
| Câu lạc bộ         | Mùa giải           | Hạng đấu            | Số trận      | Bàn thắng    | Số trận      | Bàn thắng    | Số trận          | Bàn thắng        | Số trận | Bàn thắng | Số trận | Bàn thắng |
| ------------------ | ------------------ | ------------------- | ------------ | ------------ | ------------ | ------------ | ---------------- | ---------------- | ------- | --------- | ------- | --------- |
| Beauvais           | 2009–10            | National            | 22           | 1            | 5            | 0            | 0                | 0                | —       | —         | 27      | 1         |
| Charleroi          | 2010–11            | Belgian Pro League  | 6            | 0            | 0            | 0            | 0                | 0                | —       | —         | 6       | 0         |
| Dijon              | 2011–12            | Ligue 1             | 3            | 0            | 3            | 1            | 2                | 0                | 0       | 0         | 8       | 1         |
| Dijon              | 2012–13            | Ligue 2             | 11           | 3            | 0            | 0            | 0                | 0                | 0       | 0         | 11      | 3         |
| Dijon              | 2013–14            | Ligue 2             | 33           | 2            | 2            | 0            | 0                | 0                | 0       | 0         | 35      | 2         |
| Dijon              | 2014–15            | Ligue 2             | 17           | 0            | 3            | 1            | 0                | 0                | 0       | 0         | 20      | 1         |
| Dijon              | Tổng               | Tổng                | 64           | 5            | 8            | 2            | 2                | 0                | 0       | 0         | 74      | 7         |
| Ajaccio            | 2015–16            | Ligue 2             | 37           | 0            | 3            | 0            | 2                | 0                | 0       | 0         | 42      | 0         |
| Ajaccio            | 2016–17            | Ligue 2             | 0            | 0            | 0            | 0            | 0                | 0                | 0       | 0         | 0       | 0         |
| Ajaccio            | Tổng               | Tổng                | 37           | 0            | 3            | 0            | 2                | 0                | 0       | 0         | 42      | 0         |
| Brest              | 2016–17            | Ligue 2             | 35           | 3            | 1            | 0            | 2                | 0                | 0       | 0         | 38      | 3         |
| Brest              | 2017–18            | Ligue 2             | 2            | 0            | 0            | 0            | 0                | 0                | 0       | 0         | 2       | 0         |
| Brest              | Tổng               | Tổng                | 37           | 3            | 1            | 0            | 2                | 0                | 0       | 0         | 40      | 3         |
| Montreal Impact    | 2018               | MLS                 | 0            | 0            | 0            | 0            | —                | —                | 0       | 0         | 0       | 0         |
| Montreal Impact    | 2019               | MLS                 | 23           | 3            | 0            | 0            | —                | —                | 1       | 0         | 24      | 3         |
| Montreal Impact    | Tổng               | Tổng                | 24           | 3            | 0            | 0            | 0                | 0                | 1       | 0         | 25      | 3         |
| Lens               | 2019–20            | Ligue 2             | 25           | 0            | 1            | 0            | 0                | 0                | 0       | 0         | 26      | 0         |
| Lens               | 2020–21            | Ligue 1             | 0            | 0            | 0            | 0            | —                | —                | 0       | 0         | 0       | 0         |
| Lens               | Tổng               | Tổng                | 25           | 0            | 1            | 0            | 0                | 0                | 0       | 0         | 26      | 0         |
| NorthEast United   | 2021–22            | Indian Super League | 6            | 0            | —            | —            | —                | —                | —       | —         | 6       | 0         |
| Tổng kết sự nghiệp | Tổng kết sự nghiệp | Tổng kết sự nghiệp  | 221          | 12           | 18           | 2            | 6                | 0                | 1       | 0         | 246     | 14        |